# Con los años que me quedan
Con los años que me quedan es una canción interpretada por la cantautora cubano-estadounidense Gloria Estefan. Fue lanzada en el mes de septiembre de 1993 como el segundo sencillo de su tercer álbum de estudio en solitario y primero realizado en español Mi tierra (1993), su primer disco de estudio completamente en este idioma. La letra y la música del tema fue compuesta por Gloria Estefan y Emilio Estefan, y producida por este último, coproducido por Clay Ostwald y Jorge Casas.

## Información general
La letra de la canción fue inspirada en la relación entre Gloria Estefan y Emilio Estefan Jr., se convirtió en su segundo número uno en la lista de la revista Billboard Hot Latin Tracks. La canción debutó en el número 28 el 28 de septiembre de 1993 y alcanzó el número 1 en 13 de noviembre de 1993 permaneciendo 4 semanas en esa posición. Se grabó una versión en inglés titulada "If We Were Lovers (Si Fuéramos Amantes)"  y está incluida en la versión internacional del maxisencillo.
La versión en Inglés de la canción "If We Were Lovers" fue lanzado como sencillo en Europa, lo que lo convierte en un éxito moderado alcanzando el Top 40 en el Reino Unido, convirtiéndose en el segundo sencillo de este álbum para trazar en el país.
"Con Los Años Que Me Quedan" y "If We Were Lovers" comparten la misma melodía pero se escribe como dos temas separados. Ellos no están destinados a ser traducciones unos de otros, en vez canciones que celebran dos aspectos diferentes de amor - siendo uno de ellos la renovación de "eterno" amor y la otra es la historia de amor inevitable sensual y apasionada.
La cantante mexicana Thalía realizó un remake de esta canción con Jesús Navarro, Leonel García y Samo para su disco Habítame siempre.

## Ediciones
Estados Unidos, [Promo] CD single
1. "Con Los Años Que Me Quedan" – [4:36]
2. "If We Were Lovers" – [4:36]

Estados Unidos, [Promo] CD single
1. "If We Were Lovers" – [4:36]
2. "If We Were Lovers / Con Los Años Que Me Quedan – (Spanglish Version)" – [4:36]
3. "Con Los Años Que Me Quedan" – [4:36]

Europa, CD sencillo
1. "Con Los Años Que Me Quedan" – [4:36]
2. "If We Were Lovers" – [4:36]

Europa, CD maxisencillo
Canadá, [Promo] – CD Sencillo
1. "Con Los Años Que Me Quedan" – [4:36]
2. "We Were Lovers" – [4:36]
3. "Tradición" – [5:20]

Reino Unido, CD maxisencillo
Reino Unido, [Promo] – CD Sencillo
1. If We Were Lovers – [4:36]
2. Con Los Años Que Me Quedan – [4:36]
3. Tradición – [5:20]

## Listas
| Lista (1993)                                                                  | Alta posición |
| ----------------------------------------------------------------------------- | ------------- |
| Reino Unido (UK Singles Chart) "If We Were Lovers/Con Los Años Que Me Quedan" | 40            |
| Estados Unidos (Hot Latin Songs)                                              | 1             |

### Sucesión y posicionamiento
| Predecesor: Hasta que me olvides de Luis Miguel | U.S. Billboard Hot Latin Tracks — Sencillo N°. 1 13 de noviembre de 1993 - 10 de diciembre de 1993 | Sucesor: Por una lágrima de Los Fantasmas del Caribe |